# Tecnologies de l'aprenentatge i del coneixement
Les tecnologies per a l'aprenentatge i el coneixement (TAC) són les eines d'aprenentatge utilitzades a les escoles i universitats que fan servir les tecnologies de la informació i la comunicació (TIC). Tot i que sembla indispensable integrar les noves eines digitals, les TAC van guanyar protagonisme per la pandèmia de la covid en la qual l'ensenyament a distància per internet va esdevenir un recurs en substitució de l'ensenyament presencial aleshores impossible. Moltes universitats insereixen aquest grau en llur programa, com ara la Universitat Rovira i Virgili de Tarragona, que en va ser un dels precursors.